# Web worker
Web worker (worker), zgodnie z definicją konsorcjum World Wide Web Consortium (W3C) i grupy roboczej Web Hypertext Application Technology Working Group (WHATWG), to skrypt JavaScript wykonywany na stronie HTML, który działa w tle, niezależnie od innych skryptów, które mogą być wykonywane równocześnie na tej samej stronie HTML. Web workery są w stanie wykorzystywać wielordzeniowe procesory.
W3C i WHATWG wyobrażają sobie web workery jako długo działające skrypty, które nie są przerywane przez skrypty reagujące na kliknięcia lub inne interakcje użytkownika. Zapobieganie przerywaniu pracy takich workerów przez działania użytkowników powinno umożliwić stronom internetowych zachowanie responsywności w tym samym czasie, gdy wykonują one długie zadania w tle.
Specyfikacja web worker jest częścią HTML Living Standard.